# 愛不是手
愛不是手 為台灣經營品牌肉乾店之一，源自在台灣註冊商標時，將「愛不釋手」寫成「愛不是手」，故成為品牌，其產品有肉絲、肉紙、肉條、脆片等。

## 外部連結
- 愛不是手 肉乾官方網站（繁體中文）